# 天涯歌女
天涯歌女是1937年中国电影《马路天使》的主题歌之一，由贺绿汀作曲，田汉作词，周璇原唱。周璇以此曲紅遍天下，後來甚至以此曲為名演出一部同名電影《天涯歌女》。歌詞多以老國音發音，不同於現代北京音普通話。